# Antônio de Kiev
Antônio (em russo:  Антоний, em ucraniano: Антоній, c. 983, Liubeche, Principado de Czernicóvia, Rússia de Kiev - 1073, Kiev, Rússia de Kiev) foi monge e fundador da tradição monástica na Rússia de Kiev. Juntamente com Teodósio de Kiev, co-fundou a Lavra de Kiev-Pechersk (Mosteiro de Kiev-Petchersk).